# Elfa International
Elfa International AB ist ein internationales Unternehmen, das im Bereich Aufbewahrungs-Lösungen (Schiebetüren und Regalsysteme) zu einem der global führenden Anbieter gehört. Es wurde 1948 von dem schwedischen Ingenieur Arne Lydmar in Stockholm, Schweden gegründet.
Die Muttergesellschaft setzt sich aus acht Gesellschaften in Schweden, Norwegen, Finnland, Dänemark, Frankreich, Polen und Deutschland zusammen. Der Hauptsitz der Elfa Group mit Führungsebene sowie Finanz- und Verkaufsabteilungen befindet sich in Malmö, Schweden. Vorstandsvorsitzender ist Per von Mentzer. Die Unternehmensgruppe erwirtschaftet rund 900 Millionen schwedische Kronen und beschäftigt mehr als 600 Mitarbeiter. (Stand: Dezember 2015)

## Produkte
Zu der Gruppe gehören die drei Marken Elfa, Lumi und Kirena. Die Produktpalette umfasst Regalsysteme aus Stahl und Holz, Korbsysteme sowie maßgefertigte Schiebetüren. Das Sortiment wird hauptsächlich in Geschäften für Heim und Handwerk und über den Möbelhandel in mehr als 25 Ländern vertrieben. Die Produkte werden in den vier unternehmenseigenen Fertigungsstätten in Västervik, Schweden, Mullsjö, Schweden, Lahti, Finnland und in Koszalin, Polen, hergestellt.

## Eigentümer
Seit 1999 ist The Container Store (TCS) Elfas Anteilseigner – im Segment der Aufbewahrungslösungen die größte Einzelhandelskette in den USA. TCS ist an der NYSE gelistet. Der Konzern beschäftigt insgesamt rund 6000 Mitarbeiter und erzielt einen Umsatz von über 750 Mio. US-Dollar.

## Elfa Deutschland GmbH
Elfa Deutschland GmbH ist die deutsche Vertriebsgesellschaft der Elfa International AB mit Sitz in Rheda-Wiedenbrück im Kreis Gütersloh. Die Produkte werden in Deutschland in Geschäften für Heim und Handwerk sowie in Einrichtungshäusern wie zum Beispiel Porta Möbel, XXXLutz und Dodenhof vertrieben.